# Viktoria 03 Einsiedel
Die Spielvereinigung Viktoria 03 Einsiedel ist ein deutscher Fußballverein aus Chemnitz-Einsiedel. Heimstätte ist der Sportplatz „Drei Eichen“, der mit einem Rasenplatz ausgestattet ist und 1.000 Zuschauern Platz bietet.

## Verein
Viktoria Einsiedel wurde am 2. April 1903 als FC Viktoria Einsiedel gegründet, nannte sich aber ab 1920 Sportverein Viktoria. Der FC trat 1909 dem Verband Mitteldeutscher Ballspiel-Vereine und beteiligte sich an dessen Meisterschaft, blieb jedoch meist unterklassig. Vor Beginn des Ersten Weltkrieges hatte der Club 128 Mitglieder. 1923 stieg der SV Viktoria in die 1. Klasse des Gaus Mittelsachsen auf, eine der höchsten Spielklassen des VMBV, stieg aber 1926 wieder ab. Nach der durch die Nationalsozialisten vorgenommenen Neugliederung der Fußball-Ligen wurde Einsiedel in die drittklassige 1. Kreisklasse Chemnitz eingegliedert. Zur Spielzeit 1940/41 gelang der Aufstieg in die zweitklassige Fußball-Bezirksklasse Chemnitz. 1944/45 wurde die Viktoria in die kriegsbedingt stark erweiterte Gauliga Sachsen integriert, in der sie in der „Sächsischen Kriegsklasse, Abteilung Chemnitz“ unter anderen gegen die SG Ordnungspolizei Chemnitz und die KSG Germania/Mittweidaer BC antrat.
1945 wurde der SV Viktoria aufgelöst, und am 21. April 1949 entstand an seiner Stelle die SG Einsiedel mit zunächst 45 Mitgliedern. Die SG Einsiedel gehörte in der DDR zu den wenigen unterklassigen Sportgemeinschaften, die bis 1990 analog zu Concordia Wilhelmsruh oder Berolina Stralau nie zu einer Betriebssportgemeinschaft wurde. Trotzdem unterhielt sie sechs Sportsektionen für Fußball, Turnen, Leichtathletik, Ski-Sport, Damen-Handball und Schach. Im Fußball konnte die SG Einsiedel wegen des fehlenden Trägerbetriebes kaum höherklassig spielen. Die 1. Mannschaft begann in der Kreisklasse und schaffte 1952 den Aufstieg in die damals viertklassige Bezirksklasse Chemnitz/Karl-Marx-Stadt. 1975/76 und 1980/81 agierte Einsiedel für zwei Spielzeiten in der drittklassigen Bezirksliga Karl-Marx-Stadt. Die letzte DDR-Fußballsaison in Sachsen 1989/90 beendete die SG Einsiedel in der Kreisklasse Karl-Marx-Stadt. 1951 und 1964 wurde die SG Kreismeister und gewann 1964 und 1990 den Kreisfußballpokal.
Am 3. Juli 1990 änderte die Sektion Fußball der Sportgemeinschaft ihren Status in einen eingetragenen Verein (e. V.) und nahm als reiner Fußballverein wieder den historischen Namen SV Viktoria Einsiedel an. Seit Einführung des DFB-Spielbetriebs spielt Viktoria in der Kreisklasse/Kreisliga. Von 1993 bis 2002 war es die Kreisliga Stollberg, seit 2002 ist es Kreisliga A Chemnitz (seit 2008 die 9. DFB-Liga), seit 2015 die Stadtoberliga Chemnitz (8. Liga).

## Statistik
- Teilnahme Gauliga Sachsen: 1944/45
- Teilnahme Bezirksliga Karl-Marx-Stadt: 1975/76, 1980/81

## Personen
- Steffen Karl, seit 2008 Freizeitfußballer beim SV Viktoria, war unter anderem Bundesligaspieler bei Borussia Dortmund und Regionalligaspieler beim Chemnitzer FC.